# Grand Prix Belgii 1966
Grand Prix Belgii 1966 (oryg. Grand Prix de Belgique) – 2. runda Mistrzostw Świata Formuły 1 w sezonie 1966, która odbyła się 12 czerwca 1966, po raz 15. na torze Spa-Francorchamps.
26. Grand Prix Belgii, 15. zaliczane do Mistrzostw Świata Formuły 1.

## Klasyfikacja
| Legenda oznaczeń w tabelach wyników Wyświetl szablon na nowej stronie | Legenda oznaczeń w tabelach wyników Wyświetl szablon na nowej stronie                                                                     |
| Oznaczenie                                                            | Wyjaśnienie |
| --------------------------------------------------------------------- | --- |
| Złoty                                                                 | Zwycięzca lub mistrzostwo |
| Srebrny                                                               | 2. miejsce lub wicemistrzostwo |
| Brązowy                                                               | 3. miejsce lub II wicemistrzostwo |
| Zielony                                                               | Ukończył, punktował (w klasyfikacji generalnej, gdy zdobył co najmniej jeden punkt na przestrzeni sezonu, poza trzema powyższymi opcjami) |
| Niebieski                                                             | Ukończył, nie punktował (w klasyfikacji generalnej, gdy nie zdobył co najmniej jednego punktu na przestrzeni sezonu)                      |
| Czerwony                                                              | Nie zakwalifikował się (NZ) |
| Czerwony                                                              | Nie prekwalifikował się (NPK) |
| Różowy                                                                | Nie ukończył (NU) |
| Różowy                                                                | Niesklasyfikowany (NS) (w klasyfikacji generalnej, gdy nie został sklasyfikowany w żadnym wyścigu sezonu)                                 |
| Czarny                                                                | Zdyskwalifikowany (DK) |
| Czarny                                                                | Wykluczony (WYK/EX) |
| Biały                                                                 | Nie wystartował (NW) |
| Biały                                                                 | Kontuzjowany (K/INJ) |
| Biały                                                                 | Wyścig odwołany (OD/C) |
| Bez koloru                                                            | Został wycofany (WYC/WD) |
| Bez koloru                                                            | Nie przybył (NP/DNA) |
| Bez koloru                                                            | Nie brał udziału w treningach (NT/DNP) |
| Bez koloru                                                            | Nie został zgłoszony (–) |
| Pogrubienie                                                           | Start z pole position |
| Kursywa                                                               | Najszybsze okrążenie wyścigu |
| †                                                                     | Nie ukończył, ale jego rezultat został zaliczony ze względu na przejechanie więcej niż 90% dystansu wyścigu.                              |
| *                                                                     | Sezon w trakcie |
| 1/2/3                                                                 | Punktowana pozycja w sprincie kwalifikacyjnym                                                                                             |
| Lista systemów punktacji Formuły 1                                    | |

| Poz. | Nr. | Kierowca        | Konstruktor     | Okrążeń | Czas/powód NU      | Poz. start. | Punktów |
| ---- | --- | --------------- | --------------- | ------- | ------------------ | ----------- | ------- |
| 1    | 6   | John Surtees    | Ferrari         | 28      | 2:09:11.3          | 1           | 9       |
| 2    | 19  | Jochen Rindt    | Cooper-Maserati | 28      | + 42.1             | 2           | 6       |
| 3    | 7   | Lorenzo Bandini | Ferrari         | 27      | + 1 okrążenie      | 5           | 4       |
| 4    | 3   | Jack Brabham    | Brabham-Repco   | 26      | + 2 okrążenia      | 4           | 3       |
| 5    | 18  | Richie Ginther  | Cooper-Maserati | 25      | + 3 okrążenia      | 8           | 2       |
| NS   | 22  | Guy Ligier      | Cooper-Maserati | 24      | Nie sklasyfikowany | 12          |         |
| NS   | 27  | Dan Gurney      | Eagle-Climax    | 23      | Nie sklasyfikowany | 15          |         |
| NU   | 15  | Jackie Stewart  | BRM             | 0       | Wypadek            | 3           |         |
| NU   | 20  | Joakim Bonnier  | Cooper-Maserati | 0       | Wypadek            | 6           |         |
| NU   | 16  | Mike Spence     | Lotus-BRM       | 0       | Wypadek            | 7           |         |
| NU   | 14  | Graham Hill     | BRM             | 0       | Wypadek            | 9           |         |
| NU   | 10  | Jim Clark       | Lotus-Climax    | 0       | Silnik             | 10          |         |
| NU   | 8   | Bob Bondurant   | BRM             | 0       | Wypadek            | 11          |         |
| NU   | 4   | Denny Hulme     | Brabham-Climax  | 0       | Wypadek            | 13          |         |
| NU   | 21  | Jo Siffert      | Cooper-Maserati | 0       | Wypadek            | 14          |         |